# Anypodetus nigrifacies
Anypodetus nigrifacies (лат.) — вид ктырей рода Anypodetus из подсемейства Laphriinae. Южная Африка.

## Распространение
Южная Африка: Мозамбик, ЮАР.

## Описание
Мухи среднего размера. Этот вид отличается от близких видов равномерно окрашенными в коричневый цвет крыльями, густо покрытыми микротрихиями, и общей коричневой окраской. Пульвиллы отсутствуют, скапус с длинными макрощетинками. Известен только из восточной части Южной Африки и южного Мозамбика. Редко наблюдаемый и собираемый вид, известный по 22 экземплярам из 11 мест сбора в период 1906—1988 годов. Вид встречается в очаге биоразнообразия Мапуталанд-Пондоланд-Олбани, но не является эндемичным (единственный случай сбора находится за пределами очага). Взрослые мухи активны с конца весны до конца лета (октябрь-март). О биологии ничего не известно.